# Jean Taschereau de Baudry
Pour les autres membres de la famille, voir Famille Taschereau.
Jean François Taschereau, seigneur de Baudry, né le 28 novembre 1645 à Tours (paroisse de Saint-Saturnin) et mort le 26 septembre 1694 à Tours, fut maire de Tours de 1678 à 1682. 

## Biographie
Son père, Gabriel Taschereau, sieur de Linières et de Baudry, est grand maître réformateur des Eaux et Forêts de France en Touraine, mais aussi maître d'hôtel du roi Louis XIV, gentilhomme de la Chambre, conseiller d'État et chevalier de l'ordre de Saint-Michel. Ces trois dernières dignités lui ont été conférées pendant la Fronde, en 1650, par la Régente soucieuse de s'assurer des fidélités, et confirmés en titres de noblesse en 1666. Sa mère, Madeleine Cottereau, est la fille et petite-fille des maires César et Claude Cottereau.
Conseiller, avocat du Roi et lieutenant particulier au bailliage et siège présidial de Tours, il devient échevin perpétuel puis maire de Tours de 1678 à 1682.
Il épouse le 17 mai 1672, en la paroisse Saint-Pierre-le-Puellier, Françoise Nicole Colin (Collin), fille de l'échevin perpétuel Charles Colin, seigneur du Chesne, et de Nicole Chomalus. Le couple aura six enfants :
- Gabriel (1673-1755), maire de Tours, lieutenant général de police de Paris, intendant des finances et conseiller d'État
- Marie Thérèse, épouse de Zacharie de Vassan de Puiseux, chambellan de Charles de France, duc de Berry
- César, lieutenant aux Gardes françaises
- Nicole, religieuse
- Bertrand César (†1765), abbé de Linières, cellérier, trésorier, chanoine de Saint-Martin de Tours, abbé de Gâtines (1725-1765)
- Jean (1678-1752), abbé de Baudry, prêtre, licencié en Sorbonne, trésorier et doyen de Saint-Martin de Tours, abbé commendataire de l'abbaye de Fontaine-les-Blanches